# Хибинит

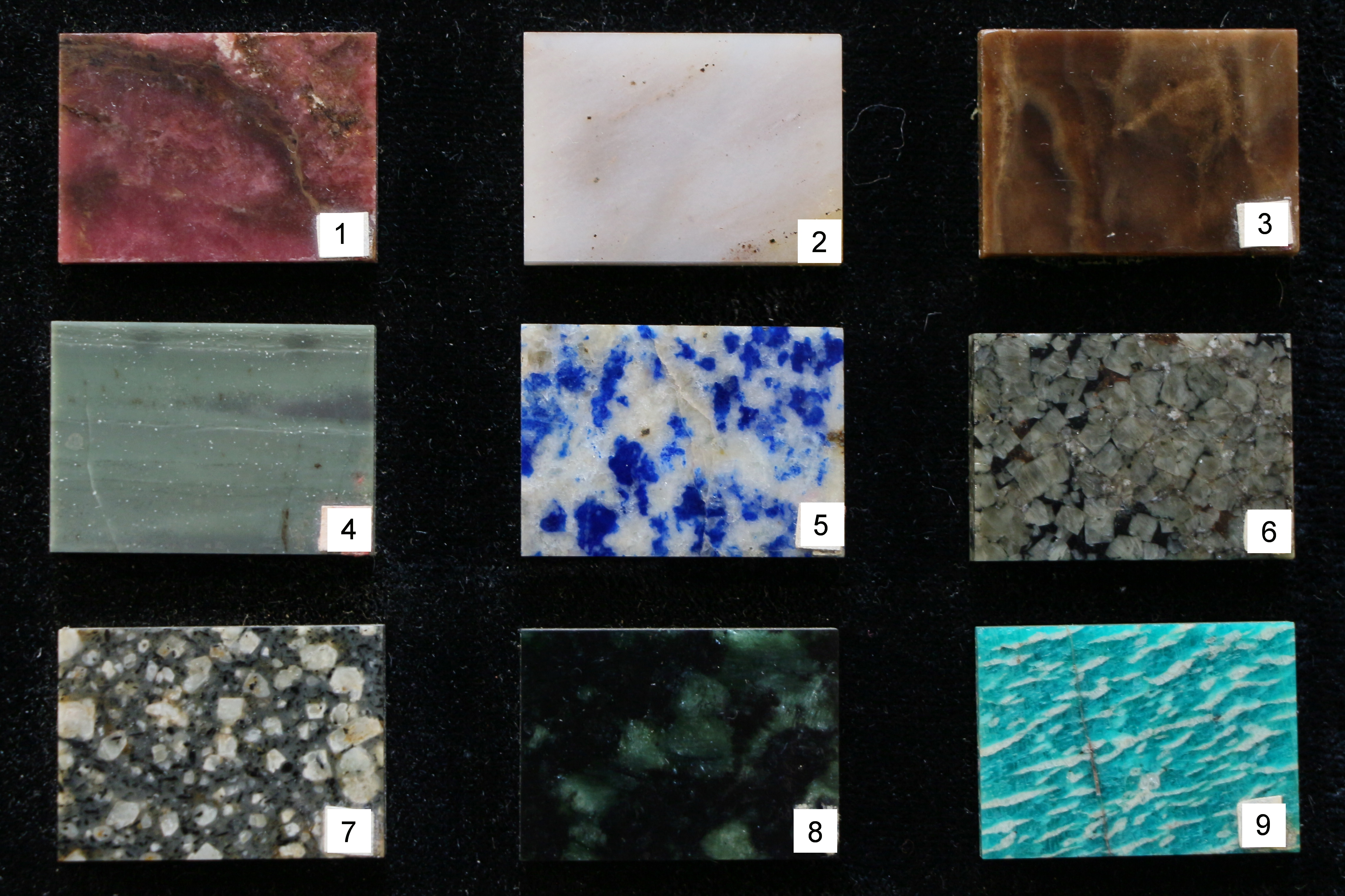
На фото под номером 6

Хибинит — магматическая щелочная горная порода. Название породы происходит от названия горного массива Хибины. Является крупнозернистой разновидностью нефелинового сиенита. Порода содержит эвдиалит (силикат циркония). Используется в строительстве как одноимённый облицовочный материал. В природе встречается в виде крупных массивов в области развития щелочных пород. Например, эту породу можно найти на Кольском полуострове в Хибинских тундрах.

## Состав
Основные составляющие:
- щелочной полевой шпат
- нефелин
- эгирин
- арфведсонит

## Свойства
- Насыщенность (чистота) зелёного цвета — (9—10 %)
- Цветовой тон — 558 нм
- Светлота — 16—19 %
- Крупнозернистая структура, таблитчато-трахитоидная текстура